# Plotohelmis capitata
Plotohelmis capitata är en ringmaskart som först beskrevs av Richard Greeff 1876.  Plotohelmis capitata ingår i släktet Plotohelmis och familjen Alciopidae. Inga underarter finns listade i Catalogue of Life.